# ГЕС Порсе 2
ГЕС Порсе 2 — гідроелектростанція у центральній частині Колумбії. Знаходячись між ГЕС Carlos Lleras Restrepo та ГЕС Ріо-Гранде з однієї сторони і ГЕС Порсе 3 з іншої сторони, входить до складу гідровузла, який використовує ресурс зі сточища річки Порсе (права притока Нечі, правої притоки Кауки, яка в свою чергу є лівою притокою Магдалени, котра впадає до Карибського моря в місті Барранкілья).
У межах проекту Порсе перекрили греблею із ущільненого котком бетону висотою 123 метри, довжиною 455 метрів та товщиною від 9 (по гребеню) до 117 (по основі) метрів, яка потребувала 1,4 млн м3 матеріалу. З правого боку її доповнює кам'яно-накидна дамба висотою 45 метрів та об'ємом 1,6 млн м3. Разом вони утримують водосховище з площею поверхні 8,9 км2 та об'ємом  143 млн м3 (корисний об'єм 83 млн м3).
Зі сховища під правобережним масивом прокладено дериваційний тунель довжиною 4,5 км з перетином 60 м2. Він сполучений із запобіжним балансувальним резервуаром із двох камер — нижньої висотою 120 метрів та діаметром 7,5 метра і верхньою висотою 105 метрів при діаметрі 16 метрів. У підсумку ресурс надходить до спорудженого у підземному виконанні машинного залу. Останній має розміри 92х21 метр при висоті 43 метри, а доступ до нього персоналу здійснюється через тунель довжиною 1,5 км.
Основне обладнання станції становлять три турбіни типу Френсіс загальною потужністю 392 МВт, які повинні забезпечувати виробництво 1,6 млрд кВт-год електроенергії на рік.
Відпрацьований ресурс потрапляє у нижню балансувальну камеру розмірами 83х12х32 метрів, із якої прокладений відвідний тунель довжиною 0,54 км, який переходить у відкритий канал до Порсе довжиною 0,12 км.
Видача продукції відбувається по ЛЕП, розрахованих на роботу під напругою 230 кВ.